# Campionati oceaniani di triathlon sprint del 2018
I Campionati oceaniani di triathlon sprint del 2018 ( edizione) si sono tenuti a Devonport in Australia, in data 17 febbraio 2018.
Tra gli uomini ha vinto l'australiano Brandon Copeland, mentre la gara femminile è andata all' australiana Emma Jeffcoat.
Brandon Copeland ha vinto anche la gara valida per il titolo under 23. Tra le donne, invece, l'australiana Annabel White.

## Risultati

### Élite uomini
| Pos. | Nome                  | Paese         | Nuoto    | Bici     | Corsa    | Totale   |
| ---- | --------------------- | ------------- | -------- | -------- | -------- | -------- |
|      | Brandon Copeland      | Australia     | 00:09:38 | 00:30:38 | 00:15:23 | 00:56:52 |
|      | Marcel Walkington     | Australia     | 00:09:25 | 00:31:38 | 00:14:58 | 00:57:13 |
|      | Maximilian Schwetz    | Germania      | 00:09:26 | 00:30:51 | 00:15:52 | 00:57:21 |
| 4    | Ryan Bailie           | Australia     | 00:09:24 | 00:30:53 | 00:15:51 | 00:57:22 |
| 5    | Hayden Wilde          | Nuova Zelanda | 00:09:32 | 00:30:43 | 00:15:49 | 00:57:24 |
| 6    | Trent Dodds           | Nuova Zelanda | 00:09:49 | 00:30:32 | 00:16:02 | 00:57:33 |
| 7    | Jonathan Sammut       | Australia     | 00:09:38 | 00:30:34 | 00:16:18 | 00:57:49 |
| 8    | Benjamin Shaw         | Irlanda       | 00:09:30 | 00:30:45 | 00:16:19 | 00:57:50 |
| 9    | Trent Thorpe          | Nuova Zelanda | 00:09:23 | 00:30:53 | 00:16:15 | 00:57:50 |
| 10   | Callum McClusky       | Australia     | 00:10:01 | 00:31:34 | 00:15:29 | 00:58:13 |
| 11   | Kye Wylde             | Australia     | 00:09:52 | 00:30:30 | 00:16:40 | 00:58:16 |
| 12   | Daniel Coleman        | Australia     | 00:09:50 | 00:31:38 | 00:15:35 | 00:58:19 |
| 13   | Jack Van Stekelenburg | Australia     | 00:09:39 | 00:30:42 | 00:17:27 | 00:59:05 |
| 14   | Luke Burns            | Australia     | 00:09:55 | 00:32:37 | 00:15:43 | 00:59:30 |
| 15   | Nathan Rodgers        | Australia     | 00:10:02 | 00:31:34 | 00:17:17 | 01:00:05 |
| 16   | Nathan Breen          | Australia     | 00:09:17 | 00:31:59 | 00:17:25 | 01:00:07 |
| 17   | Jay Wallwork          | Nuova Zelanda | 00:09:54 | 00:31:38 | 00:18:07 | 01:00:53 |
| 18   | Liam Mccoach          | Australia     | 00:09:52 | 00:31:41 | 00:19:24 | 01:02:14 |
| 19   | Brennen Smith         | Canada        | 00:09:28 | 00:32:10 | 00:19:20 | 01:02:19 |
| 20   | Samuel Mileham        | Australia     | 00:10:37 | 00:33:48 | 00:16:40 | 01:02:29 |
| 21   | Harry Jones           | Australia     | 00:10:31 | 00:34:16 | 00:16:32 | 01:02:30 |
| 22   | Christopher Huang     | Australia     | 00:10:22 | 00:33:56 | 00:17:51 | 01:03:40 |
| 23   | Sam Lewis             | Australia     | 00:09:37 | 00:34:49 | 00:19:00 | 01:04:45 |
| 24   | Jack Orr              | Australia     | 00:10:40 | 00:36:11 | 00:18:28 | 01:06:53 |

### Élite donne
| Pos. | Atleta                | Paese         | Nuoto    | Bici     | Corsa    | Totale   |
| ---- | --------------------- | ------------- | -------- | -------- | -------- | -------- |
|      | Emma Jeffcoat         | Australia     | 00:10:17 | 00:32:51 | 00:17:32 | 01:01:58 |
|      | Natalie Van Coevorden | Australia     | 00:10:17 | 00:32:50 | 00:18:00 | 01:02:29 |
|      | Charlotte McShane     | Australia     | 00:10:29 | 00:34:10 | 00:17:53 | 01:03:54 |
| 4    | Tamsyn Moana-Veale    | Australia     | 00:10:32 | 00:34:05 | 00:18:16 | 01:04:19 |
| 5    | Annabel White         | Australia     | 00:10:31 | 00:34:13 | 00:19:05 | 01:05:11 |
| 6    | Anneke Jenkins        | Nuova Zelanda | 00:10:29 | 00:34:16 | 00:19:34 | 01:05:41 |
| 7    | Zoe Leahy             | Australia     | 00:10:25 | 00:34:12 | 00:20:02 | 01:06:05 |
| 8    | Amber Pate            | Australia     | 00:10:28 | 00:36:18 | 00:19:40 | 01:08:10 |
| 9    | Fumika Matsumoto      | Giappone      | 00:11:45 | 00:35:45 | 00:19:21 | 01:08:15 |
| 10   | Elle Leahy            | Australia     | 00:10:31 | 00:36:43 | 00:20:02 | 01:08:53 |
| 11   | Matilda Vidler        | Australia     | 00:11:30 | 00:38:34 | 00:21:21 | 01:13:01 |
| 12   | Sarah Short           | Australia     | 00:11:54 | 00:39:04 | 00:21:11 | 01:13:57 |

### Under 23 uomini
| Pos. | Atleta                | Paese         | Nuoto    | Bici     | Corsa    | Totale   |
| ---- | --------------------- | ------------- | -------- | -------- | -------- | -------- |
|      | Brandon Copeland      | Australia     | 00:09:38 | 00:30:38 | 00:15:23 | 00:56:52 |
|      | Hayden Wilde          | Nuova Zelanda | 00:09:32 | 00:30:43 | 00:15:49 | 00:57:24 |
|      | Trent Dodds           | Nuova Zelanda | 00:09:49 | 00:30:32 | 00:16:02 | 00:57:33 |
| 4    | Jonathan Sammut       | Australia     | 00:09:38 | 00:30:34 | 00:16:18 | 00:57:49 |
| 5    | Trent Thorpe          | Nuova Zelanda | 00:09:23 | 00:30:53 | 00:16:15 | 00:57:50 |
| 6    | Callum McClusky       | Australia     | 00:10:01 | 00:31:34 | 00:15:29 | 00:58:13 |
| 7    | Kye Wylde             | Australia     | 00:09:52 | 00:30:30 | 00:16:40 | 00:58:16 |
| 8    | Daniel Coleman        | Australia     | 00:09:50 | 00:31:38 | 00:15:35 | 00:58:19 |
| 9    | Jack Van Stekelenburg | Australia     | 00:09:39 | 00:30:42 | 00:17:27 | 00:59:05 |
| 10   | Luke Burns            | Australia     | 00:09:55 | 00:32:37 | 00:15:43 | 00:59:30 |
| 11   | Nathan Rodgers        | Australia     | 00:10:02 | 00:31:34 | 00:17:17 | 01:00:05 |
| 12   | Nathan Breen          | Australia     | 00:09:17 | 00:31:59 | 00:17:25 | 01:00:07 |
| 13   | Jay Wallwork          | Nuova Zelanda | 00:09:54 | 00:31:38 | 00:18:07 | 01:00:53 |
| 14   | Liam Mccoach          | Australia     | 00:09:52 | 00:31:41 | 00:19:24 | 01:02:14 |
| 15   | Brennen Smith         | Canada        | 00:09:28 | 00:32:10 | 00:19:20 | 01:02:19 |
| 16   | Samuel Mileham        | Australia     | 00:10:37 | 00:33:48 | 00:16:40 | 01:02:29 |
| 17   | Christopher Huang     | Australia     | 00:10:22 | 00:33:56 | 00:17:51 | 01:03:40 |
| 18   | Sam Lewis             | Australia     | 00:09:37 | 00:34:49 | 00:19:00 | 01:04:45 |
| 19   | Jack Orr              | Australia     | 00:10:40 | 00:36:11 | 00:18:28 | 01:06:53 |

### Under 23 donne
| Pos. | Atleta           | Paese     | Nuoto    | Bici     | Corsa    | Totale   |
| ---- | ---------------- | --------- | -------- | -------- | -------- | -------- |
|      | Annabel White    | Australia | 00:10:31 | 00:34:13 | 00:19:05 | 01:05:11 |
|      | Zoe Leahy        | Australia | 00:10:25 | 00:34:12 | 00:20:02 | 01:06:05 |
|      | Amber Pate       | Australia | 00:10:28 | 00:36:18 | 00:19:40 | 01:08:10 |
| 4    | Fumika Matsumoto | Giappone  | 00:11:45 | 00:35:45 | 00:19:21 | 01:08:15 |
| 5    | Elle Leahy       | Australia | 00:10:31 | 00:36:43 | 00:20:02 | 01:08:53 |
| 6    | Matilda Vidler   | Australia | 00:11:30 | 00:38:34 | 00:21:21 | 01:13:01 |
| 7    | Sarah Short      | Australia | 00:11:54 | 00:39:04 | 00:21:11 | 01:13:57 |